# Thaddeus O'Sullivan
Thaddeus O'Sullivan é um diretor de cinema irlandês.

## Filmografia
| Diretor | Diretor                           | Diretor | Diretor      |
| Ano     | Filme                             | Gênero  | Outras notas |
| ------- | --------------------------------- | ------- | ------------ |
| 2011    | The Burning of Bridget Cleary     |         |              |
| 2011    | Obsession                         |         |              |
| 2010    | Silent Witness                    |         |              |
| 2009    | Into the Storm                    |         |              |
| 2004    | Island at War                     |         |              |
| 2004    | Proof                             |         |              |
| 2002    | The Heart of Me                   |         |              |
| 2000    | Ordinary Decent Criminal          |         |              |
| 1998    | Witness to the Mob                |         |              |
| 1995    | Nothing Personal                  |         |              |
| 1994    | Seascape                          |         |              |
| 1992    | Tell Tale Hearts                  |         |              |
| 1991    | December Bride                    |         |              |
| 1991    | In the Border Country             |         |              |
| 1985    | The Woman Who Married Clark Gable |         |              |
| 1978    | On a Paving Stone Mounted         |         |              |

| Diretor de Fotografia | Diretor de Fotografia     | Diretor de Fotografia | Diretor de Fotografia |
| Ano                   | Filme                     | Gênero                | Outras notas          |
| --------------------- | ------------------------- | --------------------- | --------------------- |
| 1990                  | Ladder of Swords          |                       |                       |
| 1987                  | On the Black Hill         |                       |                       |
| 1987                  | Rocinante                 |                       |                       |
| 1984                  | Anne Devlin               |                       |                       |
| 1984                  | Pigs                      |                       |                       |
| 1981                  | Traveller                 |                       |                       |
| 1978                  | On a Paving Stone Mounted |                       |                       |

| Escritor | Escritor                  | Escritor | Escritor     |
| Ano      | Filme                     | Gênero   | Outras notas |
| -------- | ------------------------- | -------- | ------------ |
| 1978     | On a Paving Stone Mounted |          |              |

## Prêmios
- 1990 ganhou o Silver Rosa Camuna no Bergamo Film Meeting pelo filme December Bride (1991)
- 1990 ganhou o Special Prize of the Jury no European Film Awards pelo filme December Bride (1991)
- 1990 ganhou o FIPRESCI Prize no Festival de Cinema de Montreal
- 1996 ganhou o Audience Award no Cherbourg-Octeville Festival of Irish & British Film pelo filme Nothing Personal (1995)